# Gilly (Charleroi)
Gilly (en valón, Djili) es un barrio de la ciudad belga de Charleroi ubicada en la Provincia de Henao de la Región valona.
Era una comuna antes de la fusión de las comunas de 1977.

## Demografía
La siguiente tabla detalla la evolución de la población:
| 1801  | 1846  | 1900   | 1947   | 1977   | 2001   |
| ----- | ----- | ------ | ------ | ------ | ------ |
| 2.810 | 7.522 | 22.604 | 24.271 | 22.231 | 19.691 |

## Asociaciones
Es la sede de la Federación de los Patros, organización de jóvenes.

## Galería de imágenes

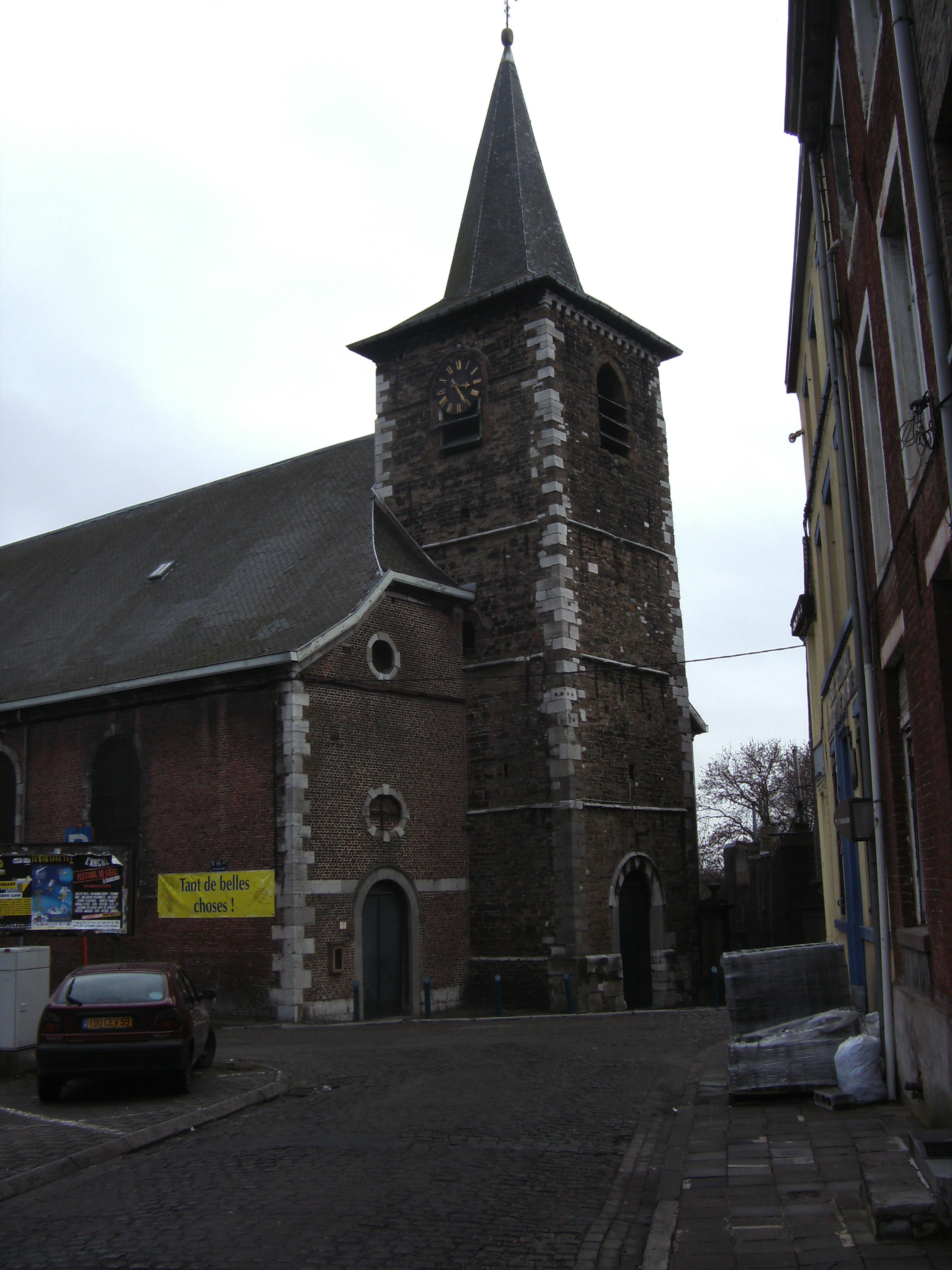
Iglesia Saint-Remi. Torre del siglo XVI - edificio edificado en 1775
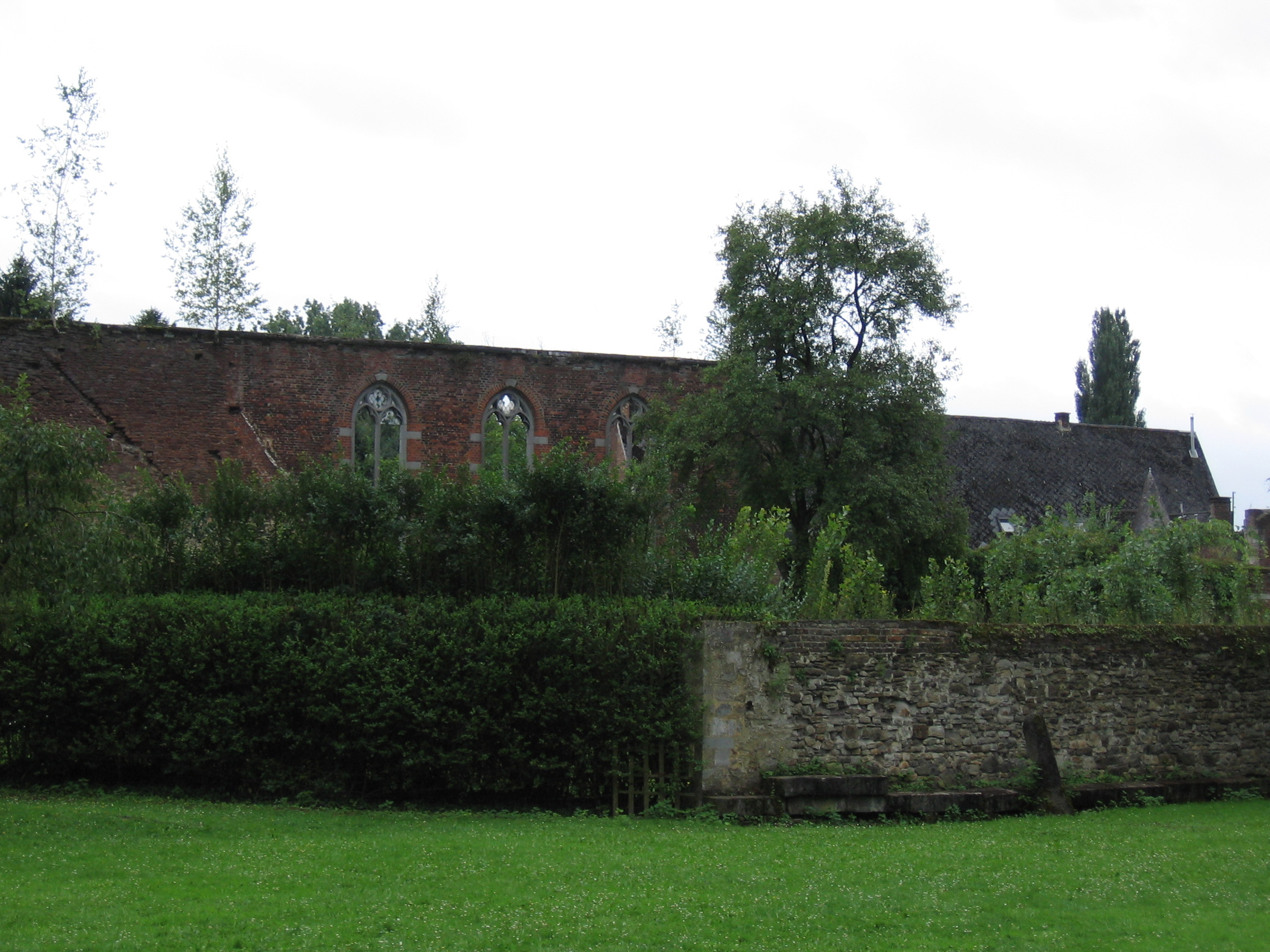
Antigua abadía de Soleilmont